# Perimede (hija de Eolo)
En la mitología griega, Perimede (en griego Περιμήδη, «muy astuta») fue una de las hijas de Eolo y Enárete.«Cuentan que con ella Aqueloo de profunda corriente se unió en amoroso abrazo en el palacio». De esta unión nacieron Hipodamante y Orestes. Perimede pertenecía a la estirpe de los Eólidas. Según la Biblioteca tenía como hermanos a Creteo, Sísifo, Deyoneo, Salmoneo, Atamante, Perieres y Magnes y como hermanas a Cálice, Cánace, Pisídice y Alcíone. En el Catálogo de mujeres Perimede es la última de las Eólides en nacer, pero la primera en ser citada a propósito de su descendencia. Al igual que sus hermanas Perimede fue escogida para tener un esposo célebre, pero no se ha podido conservar el nombre de este «rey rico en ovejas». Ovidio, basándose en la Perimede hesiódica, elabora su propia versión, pero invierte los papeles, haciendo a Hipodamante padre de Perimede, a quien el autor denomina como Perimela.